# Augstein und Blome
Augstein und Blome (Eigenschreibweise: augstein und blome) war eine wöchentliche Diskussionssendung der beiden Journalisten Jakob Augstein und Nikolaus Blome. Sie lief vom  21. Januar 2011 bis zum 28. August 2020 wöchentlich bei Phoenix. Im Mai 2023 startete der RTL+-Podcast Augstein & Blome.

## Aufbau der Sendung
In der zehn- bis fünfzehnminütigen Sendung diskutierten Augstein und Blome über das politische Thema der Woche. In einer Art verbalem Schlagabtausch debattierten sie kontrovers über Themen wie die Eurokrise, die Energiewende oder die NSA-Affäre. Charakteristisch für diesen Polit-Talk war die oft gegensätzliche Meinung und Argumentation der beiden Journalisten, wobei Augstein den linksprogressiven und Blome den liberalkonservativen Ansatz repräsentierte. In dieser Hinsicht erinnert das Format an die Dynamik der früheren ZDF-Sendung „Frontal“ mit Bodo H. Hauser und Ulrich Kienzle oder auch an „Links-Rechts“ bei N24 mit Hajo Schumacher und Hans-Hermann Tiedje.
Die Erstausstrahlung fand freitags um ca. 17 Uhr nach der Wiederholung der Sendung Maybrit Illner statt. Zudem sind die einzelnen Folgen im Phoenix-Kanal auf YouTube verfügbar. In der „Freitag“-Community werden Zuschauerreaktionen gesammelt und diskutiert. Mit dem Wechsel von Nikolaus Blome zu RTL wurde die Sendung am 30. August 2020 eingestellt.

## Nachfolgeformate
Vom 17. Juni 2021 bis zum 8. Juli 2022 hatte Phoenix die Nachfolgesendung Rosenfeld/Feldenkirchen im Programm. Seit August 2021 werden im RTL Nachtjournal und auf n-tv regelmäßig kurze Episoden der Kategorie Gegenverkehr ausgestrahlt, in der Augstein von Blome durch den Berliner Hauptstadtverkehr chauffiert wird, während beide über aktuelle politische Themen diskutieren. Im Mai 2023 startete der RTL+-Podcast Augstein & Blome.

## Episoden
siehe Augstein und Blome/Episodenliste